# Saturnia schaufussi
Saturnia schaufussi är en fjärilsart som beskrevs av Standfuss. Saturnia schaufussi ingår i släktet Saturnia och familjen påfågelsspinnare. Inga underarter finns listade.